# Liberdade de imprensa
Liberdade de imprensa é a capacidade de um indivíduo de publicar e dispor de acesso à informação (usualmente na forma de notícia), através de meios de comunicação em massa, sem interferência do estado. Embora a liberdade de imprensa seja a ausência da influência estatal, ela pode ser garantida pelo governo através da legislação. Ao processo de repressão da liberdade de imprensa e expressão chamamos censura.
A liberdade de imprensa é tida como positiva porque incentiva a difusão de múltiplos pontos de vista, incentivando o debate e por aumentar o acesso à informação e promover a troca de ideias de forma a reduzir e prevenir tensões e conflitos. Contudo, é vista como um inconveniente em sistemas políticos ditatoriais, quando normalmente reprime-se a liberdade de imprensa, e também em um regime democrático, quando a censura não necessariamente se torna inexistente.
No Pacto Internacional dos Direitos Civis e Políticos, a liberdade de expressão ocupa a mesma posição da liberdade de imprensa (Artigo 19) da Declaração Universal dos Direitos Humanos (DUDH), fornecendo critérios explícitos do que governos precisam cumprir quando restringem liberdade de expressão. O artigo diz que “todo o indivíduo tem direito à liberdade de opinião e de expressão, o que implica o direito de não ser censurado pelas suas opiniões e o de procurar, receber e difundir, sem consideração de fronteiras, informações e ideias por qualquer meio de expressão”.
A ONU criticou em diversas ocasiões leis domésticas problemáticas que suprimem a oposição ou dissidência em nome do combate ao “discurso de ódio”. David Kaye, que presidiu como Relator Especial das Nações Unidas (ONU) sobre a Promoção e Proteção do Direito à Liberdade de Opinião e Expressão, destacou que “Estados frequentemente fazem proibições vagas relativas à ‘defesa do ódio’ que não representam incitação”. Estados também estão censurando, e às vezes criminalizando, uma ampla gama de conteúdo online através de leis vagas ou ambíguas proibindo “extremismo”, “blasfêmia”, “difamação”, linguagem “ofensiva”, “notícias falsas” e “propaganda”.
De acordo com a organização Repórteres sem Fronteiras, o Brasil ocupa a 104.ª posição do ranking de liberdade de imprensa em 2016, dentro de uma lista composta por 180 países. O relatório aponta uma queda no índice em relação ao ano de 2015. Portugal, em 23.º, subiu na lista. Cabo Verde, ficou em 32.º.

## Situação mundial

Índice de Liberdade de Imprensa de 2024

| Situação muito séria Situação difícil Problemas visíveis | Situação satistória Situação boa Sem dados |

### Repórteres Sem Fronteiras
Todos os anos, a organização Repórteres Sem Fronteiras estabelece uma classificação de países em termos de liberdade de imprensa. O Índice de Liberdade de Imprensa é baseado nas respostas aos relatórios enviados aos jornalistas que são membros das organizações parceiras do RSF, assim como especialistas afins, tais como pesquisadores, juristas e ativistas dos direitos humanos. A pesquisa faz perguntas sobre os ataques diretos aos jornalistas e meios de comunicação, bem como outras fontes indiretas de pressão contra a imprensa livre, como a pressão sobre os jornalistas ou organizações não governamentais. A RSF é cuidadosa ao observar que o índice classifica apenas a liberdade de imprensa e não mede a qualidade do jornalismo em cada país.

Índice de 2017 da Freedom House

Em 2009, os países onde a imprensa foi mais livre foram a Finlândia, Noruega, Irlanda, Suécia e Dinamarca. O país com o menor grau de liberdade de imprensa foi a Eritreia, seguido pela Coreia do Norte, Turcomenistão, Irã e Mianmar (Birmânia).

### Freedom House
O relatório Freedom of the Press é um estudo anual publicado pela organização não governamental estadunidense Freedom House e que mede o nível de liberdade e de independência editorial apreciado pela imprensa de todas as nações e territórios significativos do mundo. Os níveis de liberdade são pontuados em uma escala de 1 (mais livre) a 100 (menos livre). Consoante os princípios, cada nação é, então, classificada como "Livre", "Parcialmente livre", ou "Não livre".
Em 2009, Islândia, Noruega, Finlândia, Dinamarca e Suécia ficaram com as melhores posições, enquanto Coreia do Norte, Turcomenistão, Mianmar (Birmânia), Líbia e Eritreia, com as piores posições.

### Países não democráticos
Segundo a organização Repórteres Sem Fronteiras, mais de um terço da população mundial vive em países onde não há liberdade de imprensa. Surpreendentemente, estas pessoas vivem em países onde não existe um sistema de democracia ou onde existem graves deficiências no processo democrático. A liberdade de imprensa é um conceito extremamente problemático para a maioria dos sistemas não democráticos de governo, pois, na Idade Moderna, o controle estrito do acesso à informação é fundamental para a existência da maioria dos governos não democráticos e os seus sistemas de controle e de segurança associados aparelho. Para esse efeito, a maioria das organizações das sociedades não democráticas empregam notícias estatais para promover a propaganda crítica para manter uma base de poder político existente e reprimir (muitas vezes de forma brutal, através da utilização de policiais militares ou agências de inteligência), qualquer tentativa significativa de os meios de comunicação ou dos jornalistas de contestar a linha aprovada pelo governo sobre "questões controversas". Nesses países, os jornalistas operam à margem do que é considerado aceitável, muito frequentemente sendo intimidados por agentes do Estado. Isto pode variar de simples ameaças às suas carreiras profissionais até ameaças de morte, sequestro, tortura e assassinato. A Repórteres Sem Fronteiras relata que, em 2003, 42 jornalistas perderam a vida e que, no mesmo ano, pelo menos 130 jornalistas foram presos como resultado de suas atividades profissionais. Em 2005, 63 jornalistas e cinco assistentes de mídia foram mortos no mundo inteiro.
De acordo com o Índice de Liberdade de Imprensa de 2009, o Irã foi classificado no lugar 172 entre 175 nações. Apenas três outros países - a Eritreia, a Coreia do Norte e o Turcomenistão - tiveram resultados piores que o do Irã. O governo de Ali Khamenei e do Supremo Conselho de Segurança Nacional tinha 50 jornalistas presos em 2007. A Repórteres Sem Fronteiras (RSF) definiu o Irã a "maior prisão do Oriente Médio para os jornalistas".

### Regiões fechadas para jornalistas estrangeiros
- Chechênia, Rússia[21]
- Jammu e Caxemira, Índia[8]
- Papua, Indonésia[22]
- Waziristão, Paquistão[1]
- Agadez, Níger
- Coreia do Norte
- Venezuela

## História

### Alemanha nazista (1933-1945)

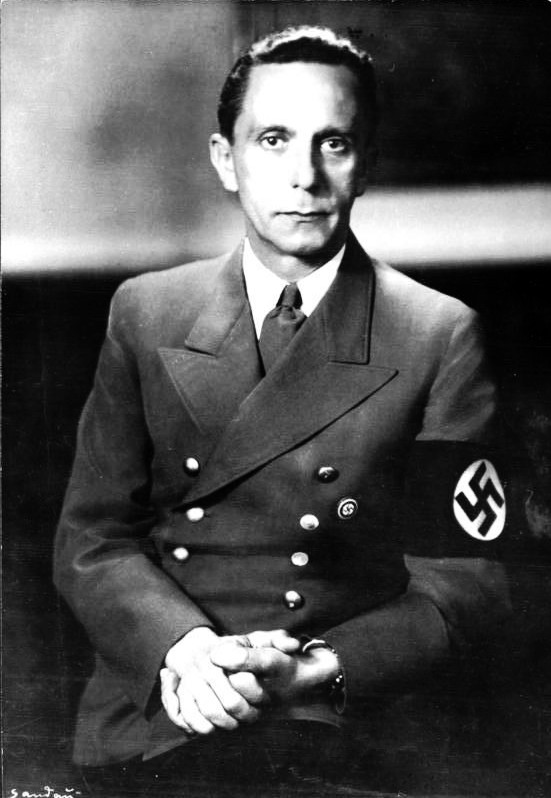
O Ministério do Esclarecimento Popular e da Propaganda de Joseph Goebbels foi uma força motriz para suprimir a liberdade de imprensa na Alemanha nazista.

Em 1933, a liberdade de imprensa foi suprimida na Alemanha nazista pelo Decreto do Incêndio do Reichstag do presidente Paul von Hindenburg, no momento em que Adolf Hitler estava chegando ao poder. Hitler suprimiu a liberdade de imprensa através do Ministério do Esclarecimento Popular e da Propaganda de Joseph Goebbels. Na época, a palavra alemã 'Propaganda' era neutra em termos de valor. Nos termos de hoje, o ministério poderia ser entendido como tendo um nome que significava aproximadamente "ministério da cultura, mídia e relações públicas".
Em 25 de março de 1933, Joseph Goebbels explicou a futura função do Ministério da Propaganda:
"O ministério tem a tarefa de realizar uma mobilização intelectual na Alemanha. Então é o mesmo no campo da mente o que o Ministério da Defesa está no campo da guarda."— Joseph Goebbels

### Suécia
Um dos primeiros atos de liberdade de imprensa do mundo foi introduzido na Suécia em 1766 com a Lei de Liberdade de Imprensa Sueca, o feito foi realizado pelo membro do parlamento e sacerdote luterano teórico do liberalismo clássico Anders Chydenius.

### Reino Unido
Até 1694, a Grã-Bretanha tinha um elaborado sistema de licenciamento de imprensa; como a Lei de Licenciamento da Imprensa promulgada em 1662 a qual nenhuma publicação era permitida sem o acompanhamento de uma licença concedida pelo governo.
Em 1643 tinha sido dada a promulgação de uma "Parliamentary Ordinance for Publishing", visando livros e publicações que difamavam o governo e a religião. John Milton escreveu seu panfleto Areopagitica (1644) argumentando contra a censura da liberdade da imprensa, liberdade individual e da liberdade de expressão. O principal objetivo da Areopagitica, como define seu autor, é a defesa da total liberdade, a fim de tornar possível o maior avanço do conhecimento e da verdade.